# Ceferino Araujo Sánchez
Ceferino Araujo Sánchez (Santander, 21 d'octubre de 1829 – Labastida, 26 d'octubre de 1897) va ser un pintor espanyol.

## Biografia
Va néixer a Santander el 21 d'octubre de 1829, essent un dels fill del matrimoni de Tomás Araujo, de Valladolid, i de Teresa Sánchez, de Madrid. El seu naixement a Cantàbria va ser fortuït, el seu pare hi estava destinat com a metge de l'armada. La família ben aviat es va establir a Madrid, d'on l'artista sempre es va sentir natural.
Va ser deixeble de Carlos de Haes i de l'Escola Superior de Belles Arts de Madrid, dependent de la Reial Acadèmia de Belles Arts de Sant Ferran. Va conrear principalment el paisatge, tot i que també va treballar com a decorador al cafè restaurant de Fornos, i com a retratista, confeccionant els d'Antonio Remón Zarco del Valle i Salustiano de Olózaga per a l'Ateneu Científic i Literari de Madrid. Va participar en diversos certàmens artístics com l'Exposició Nacional de Belles Arts en els anys 1858, 1860, 1862 i 1866, en el penúltim dels quals va obtenir a la penúltima una medalla de segona classe. També participà a l'Exposició Castellana de Belles Arts (1859) a Valladolid, on va ser premiat amb una medalla d'argent, a la de Baiona de 1861, guardonat amb una medalla de coure, i a la de Cadis de 1860.
També va escriure sobre art i va actuar com a crític de belles arts. Va col·laborar a les revistes La Ilustración, El Arte en España, La Revista de Bellas Artes, La España Moderna, El Día i Revista de Archivos, Bibliotecas y Museos. Així mateix, va ser autor de dues monografies sobre Francisco de Goya i Vicente Palmaroli, a més del llibre Los Museos de España el 1875, on va reflexionar de manera crítica sobre els museus, fent un important anàlisi sobre el Museu del Prado.
El 1890 va traslladar-se amb la seva família a Vitòria, on va establir la seva residència. Va morir a Labastida, localitat on passava l'estiu, el 26 d'octubre de 1897, víctima d'una malaltia.

## Obres

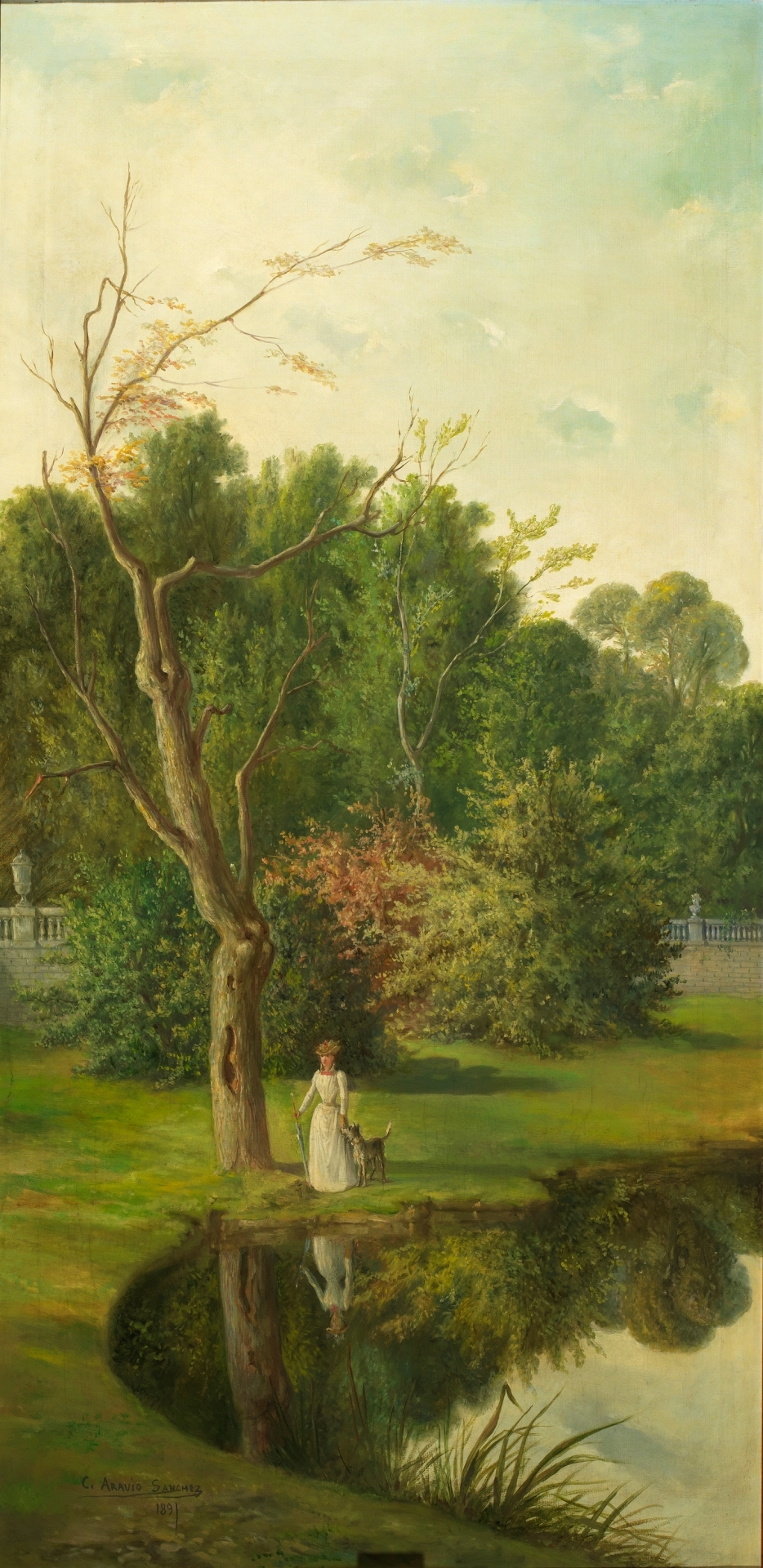
Paisatge amb figures al costat d'un lloc. Oli sobre llenç. 1891. Museu del Prado.

Algunes obres d'Araujo es conserven al Museu del Prado:
- Paisatge amb pastora de cabres al costat d'un riu (1891)
- Jardí d'un convent de monges (1891)
- Paisatge (1888)
- Paisatge amb un riu (1891)
- Paisatge amb figures al costat d'un llac (1891)
- Mare de Déu del Cobre (1891)

A banda, Manuel Ossorio en cita les següents, vinculades a les exposicions on va participar:
- Una sínia arruïnada als voltants del Manzanares
- Rodalies d'Àvila
- La platja del Grau
- Records del Guadarrama
- Tarda d'estiu
- Vista d'Hendaia
- Vista de Madrid
- Vista d'Àvila
- Font de Neptú en el Prado
- Bosc de San Antonio d'Àvila
- Els pins de la Casa de Campo
- Pinars de San Martín de Valdeiglesias
- Plaça de València